# 冥王せつな
冥王 せつな（めいおう せつな）は、メディアミックス作品『美少女戦士セーラームーン』の架空の人物。
原作漫画第2部、『Crystal』第2期、初代テレビアニメ『R』から登場。DICエンターテイメントによる北米版の名前はTrista Meiou（トリスタ・メイオウ）。

## 人物
セーラープルートに変身する、褐色の肌を持つ神秘的な女性。時の神・クロノスを父に持ち、霧の中の異空間「時空の狭間」内の「時空の扉」を守る孤独な番人。20世紀では物理学専攻の大学生・冥王せつなを名乗る。黒に近い深緑の長い髪をハーフアップお団子に束ね、ダークピンクの目と背が高くスレンダーな体型を持つ。
丁寧な敬語を使う理知的な人物で、ちびうさと仲が良い。ちびうさには「プー」の愛称で呼ばれている。時空の扉を開けて時を渡れる鍵「時空の鍵」を管理し、時空を操る杖「ガーネット・ロッド」を持つ。ルナによるとクイーン・セレニティが「時空の扉を永遠に守り続け、その存在を知ることも許されず、誰もその姿を見たことのない孤独な戦士がいる」と話していたという。
クイーン・セレニティに3つのルール「時間を移動するべからず」「守るべき扉から決して離れるべからず」「時間を停めるべからず」を課せられ、時空の扉の前に永遠に立ち続ける過酷な使命を持つ。時空の狭間はムーン・キャッスルやクリスタル・パレスの奥の片隅の部屋と密かに繋げられている。3つのルールの中でも3つめの「時間を停めるべからず」（時間停止）は時空の門番の最大の禁忌（タブー）で、破った場合は代償に命を奪われてしまう。
原作のせつなはネオ・クイーン・セレニティの力で20世紀の人間に転生した姿で、KO大学理学部に通う理系大学生である（基礎物理学科・理論物理学専攻の一年生）。初代テレビアニメでは20世紀で行動する仮の姿がせつなとなっている。原作第4部では東京湾天文台に勤務、原作第5部でちびうさと土萠ほたるが通う十番小学校の養護教諭（保険医）になっている。
原作者・武内直子のお気に入りキャラクターで、キングへの叶わぬ恋を描きたくて第2部を連載したほど。初代テレビアニメ『R』の第82話ではセーラームーンに「あなたはいつも私をてこずらせてばかり」と言うが、キングを慕う素振りは見せない。

### プロフィール
プロフィールはほとんど原作のもの。
- 年齢：不明
- 誕生日：10月29日
- 誕生石：トパーズ
- 星座：さそり座 （さそり座の守護星は冥王星）
- 血液型：A型
- 好きな宝石︰ガーネット
- 好きな色：えんじ色
- 好きな食べ物：お茶
- 苦手な食べ物：茄子
- 好きな教科：物理
- 苦手な教科：音楽
- 趣味：ショッピング
- 特技：裁縫
- 苦手な物：ゴキブリ
- 将来の夢：デザイナー
- 経歴：KO大学理学部→東京湾天文台勤務→都立麻布十番高校養護教諭（テレビアニメでは無限学園大学理学部）

### 原作と『Crystal』
現在の主ネオ・クイーン・セレニティ（未来の月野うさぎ）を敬愛する一方、彼女の夫でちびうさの父キング・エンディミオン（未来の地場衛）に密かに憧れている。城の奥に隠された時空の扉の部屋から決して離れられず、主人以外には存在さえ知られてはいけない戦士だが、心の中では他のセーラー戦士たちと一緒に戦いたいと願い続けていた。
いじめっ子から逃げようとして時空の扉の部屋に入ったちびうさと出会い、元気が出るおまじない「アブラカタブラ・ポン」を教えて友達になった。ちびうさにとってはただ一人の友達で、母の愛を疑うちびうさに「キスしたり抱きしめるだけではなく、遠くからそっと見つめ、想うだけの愛もある」と語りかける。クリスタル・トーキョーがブラック・ムーン一族に襲われ、20世紀の月野うさぎの「過去の幻の銀水晶」と「未来の幻の銀水晶」が反発するエネルギーを必要としたちびうさに時空の鍵を奪われた。
未来に帰ったちびうさにキング・エンディミオンと談笑する姿を見られ、いつもさびしそうに微笑むだけのプルートの見たこともないような笑顔に「自分の居場所はどこにもない」と絶望したちびうさは、ワイズマンの誘惑に負けてブラックレディに変身してしまう。ちびうさが落とした時空の鍵を拾って異変に気付き、キング・エンディミオンの出動要請を受けてダイアナに時空の扉の守りを託してセーラー戦士に合流。過去と未来の「幻の銀水晶」が反発するエネルギーで世界を消そうとしたプリンス・デマンドを止めようと、最大の禁忌を破って時間を停止させる。ブラックレディに時空の鍵を託して説得すると、自分を見守るキング・エンディミオンのラベンダーのマントを朝焼けの色に見立てながら息を引き取る。死後ネオ・クイーン・セレニティに永遠の安息を約束された。
第3部ではネオ・クイーン・セレニティの力でKO大学理学部1年生・冥王せつな（専攻は基礎物理学科・理論物理学の才女）に転生し、無限三角洲の異様なエネルギーに気付いて大学の教授と調査した。デス・バスターズのテルルが販売した妖花テルルンの攻撃による生命の危機を前に、同じ外部太陽系戦士のセーラーウラヌスとセーラーネプチューンと共鳴してプルートに覚醒、セーラーちびムーンをテルルから救った。世界の終焉を導くセーラーサターンこと土萠ほたるの命を狙ったが、最後はファラオ90の最期を導こうとタウ星系に旅立つサターンの願いを聞き、嘆きながらタウ星系に続く道を封印した。サターンの導きを受けたセーラームーンの幻の銀水晶の光が街を救い、赤子に転生したサターンを育てるためにセーラームーンたちの前から姿を消す。
第4部でははるかとみちるとお揃いの指輪を薬指にはめて一軒家で暮らし、東京湾天文台で働く傍らでほたるのしつけと教育係を担当していたが、天文台で観測された皆既日食の異常によって新たな敵の存在に気付く。デッド・ムーンのパラパラの魔力に変身能力を封じられていたが、スーパーセーラーサターンに覚醒したほたるに授けられたセーラークリスタルでセーラー戦士に復帰。はるかとみちるのようにほたるとペアを組んで行動する。
第5部ではちびうさとほたるの通う十番小学校の保険医として暮らしていたが、シャドウ・ギャラクティカの出現で「カロン・キャッスル」に調査に発つ。

### 初代テレビアニメ
謎が多い存在だが、ちびうさを大切に思っている。初代テレビアニメ完結後の美少女戦士セーラームーン メモリアルソングBOXには、テーマBGM「ガーネット・ガーディアン」とそのオルゴール版（作曲:有澤孝紀）が収録。
第2期『R』後半の「ブラック・ムーン編」に、外部太陽系セーラー戦士で初めて登場した。ブラック・ムーン一族の襲撃にあたってちびうさに時空のカギを預け、「月野うさぎが幻の銀水晶を持っている」とだけ教えて20世紀に転移させた。ちびうさとルナPボールで連絡を取っていたが、邪黒水晶に侵されたちびうさが倒れるとルナPボールのホログラム映像を通して現れ、うさぎ達をちびうさの夢の中の世界に転移させた。
未来を目指して時空の扉の前に来たちびうさとセーラー戦士に会い、時空の扉を開けようとしたセーラームーンを攻撃してちびうさに止められる。最後はセーラームーン達を時空の扉に通すことを受け入れるが、永久に異空間をさまよい続けるリスクがあると警告した。その後、消えたちびうさを探して過去に帰るセーラームーン達を時空の扉に通した。
第3期『S』ではせつなの姿で無限学園に大学理学部生として潜入した。うさぎがはるかとみちるを助けに行く意思を固めると微笑み、ユージアルにタリスマンを奪われたウラヌスとネプチューンを助けに現れ、第3のタリスマンのガーネット・オーブを掲げて「伝説の聖杯」を召喚した。メシアを探しながら土萠ほたる抹殺を試みるウラヌスとネプチューンに協力し、うさぎやちびうさと敵対するが、無限学園を覆う結界をウラヌスとネプチューンに超えさせようと時間停止の禁忌を破って消息を絶つ。決戦には加わらなかったが、ほたるを失ったちびうさの前に異空間の幻影として現れた。実は時を渡る力で何通りもの未来を知り、この時間軸のうさぎがメシアになれるか見守っていたらしい。
第5期『セーラースターズ』では時空にかつてない揺らぎを感じてせつなとして行動。入院中の土萠創一からほたるを預かり、ほたるの力でスーパー戦士にパワーアップ。初めてセーラー戦士全員が集結した。セーラーギャラクシアとの戦いではサターンと共闘するが負けてしまい、ギャラクシアに従うふりをしたウラヌスとネプチューンにスターシードを抜かれて消滅したが、最後には心を取り戻したギャラクシアにスターシードを返されて復活した。
原作では第3期以降も頻繁に登場するが、初代テレビアニメ第4期『SuperS』には劇場版を除き登場せず、第5期『セーラースターズ』では時折登場するものの、はるかやみちるより出番は少なく、セーラープルートとしては序盤と終盤の戦いにしか登場しなかった。

### ミュージカル
せつなの姿では明るく茶目っ気があり、バンダイ版・ネルケ版いずれにも出演者とのコントがある。「おばさん」と呼ばれてショックを受けるシーンや、衛との絡みが多い。キング・エンディミオンこと衛への憧れを隠しきれていないが、衛を思う気持ちを心の支えにしている。
バンダイ版ミュージカルの初期作品では外部太陽系セーラー戦士のリーダー格として登場する。十番高校の養護教諭という設定が多く、『セーラースターズ』では保健室のシーンも挿入された。アメリカ留学した衛と遠距離恋愛中のうさぎを励ましたり、操られた衛をギャラクシアに与えられて従っていたクイン・ベリルを助けて説得するシナリオが登場する。
「Supers～夢戦士・愛・永遠に～」では、デッド・ムーン出現を知って時空の扉を守る任務から離れ、宇宙空間で任務についていたウラヌス・ネプチューンと合流した。育てていた赤子の土萠ほたるとはぐれてしまっている。衛の胸の中でゴールデン・クリスタルが光っていることに最初に気づいた。
「セーラースターズ」では十番高校の保険医として登場する。セーラーアニマメイツからちびうさを救うが、劣勢を悟って時を止めちびうさとほたるを異空間に飛ばし、ギャラクシアにセーラークリスタルを奪われてしまった。ちびうさとほたるが飛ばされた江戸時代では衛似の町奉行遠山の金さんに仕えるせつな似の講談師として登場し、金さんに告白してフラれてしまう。通常版ではタキシード仮面との合体技でアニマメイツの4人を倒した。
「永遠伝説」でも十番高校の保険医として登場し、ギャグパートでは火野レイのコートを着てセーラーバスターズに参加。ギャラクシアにエンディミオンへの想いを利用されたクイン・ベリルを説得して逃がした後、ウラヌスとネプチューンの裏切りでセーラークリスタルを奪われてしまうが、ちびちびに救い出されてセーラームーンを助けに現れた。復活したタキシード仮面にセーラームーンと同時に駆け寄り、セーラームーンと抱き合うタキシード仮面に一瞬うつむくものの、幸せそうな彼を見て微笑んでいる。ファン感謝イベントではうさぎとタキシード仮面を取り合う小芝居が登場した。
「新・伝説光臨」は永遠伝説のリメイクに近い内容だが、テーマ曲「Stay Alone」の歌詞が片思いのイメージに変更された。プリンセスのうさぎのために身を引いたと言うが、タキシード仮面が投げたバラにセーラームーンより早く反応したり、キングが登場すると喜んでいる。ファン感謝イベントではキングに告白する小芝居もある。
「かぐや島伝説」でははるか達と共にかぐや島の宝探しツアーに参加する。船の上で「残された宝石を見つけた時、ふたりの想いは空の果てで成就する」というかぐや島の伝説を聞いてうっとりしていると、片思いが長いことをはるかに暴露された。木の実や魚料理をうさぎたちにこっそり提供したキング・エンディミオンが家出したちびうさを追って来たと知り、みんなに内緒でキングとの二人きりの時間を楽しんだ。
ネルケ版ミュージカルでは原作と同じ設定で登場するが、バンダイ版のコミカルな性格は継承され、天王はるか・海王みちる・土萠ほたるとの家族コントもある。家族コントではマイペースなはるか達の世話を焼き、昭和のお母さん風に割烹着を着て家事をしたりしている。
「Petite Etrangere」では、原作や『Crystal』のようにキングに赤面している。原作では時間停止中にふたつの銀水晶を取り返す人物をうさぎに選んだが、今作はタキシード仮面を選んでいる。キング・エンディミオンとセーラープルートの初めてのデュエット曲「届かぬ想い」が作られた。

## セーラープルート
冥王星を守護星に持つ時空と変革の戦士。古代から侵入者を防いだ外部太陽系三戦士の一人。冥界の扉「時空の扉」をつかさどる美しく孤独な番人。ガーネット・ロッドに飾った防御を司るタリスマン「ガーネット・オーブ」で時空の嵐を操り、時空の扉の侵入者を消去して時の流れを守る。
原作のキング・エンディミオンによると「時間は最後の犯すべからざる領域だ。セーラープルートは遥かな昔からその禁じられた領域・時空の扉をたった一人で統括する」「セーラープルートは誰よりも長く生き、あらゆる時代を見聞きし、そして誰よりも忍耐強く適確な判断をくだせる、たよれる戦士だ」。
コスチュームの色は黒に近いミッドナイトブルーだが、ティアラの宝石とブローチは臙脂色。ダークブラウンのリボン、肩のプロテクターがないノースリーブのコスチューム、ロングブーツ、臙脂色の矢羽型のピアスと宝玉を下げたチョーカー、他の外部太陽系戦士と同じ無地の襟を着用。初代テレビアニメでは薄紫のマニキュアとチェリーピンクの口紅（『セーラースターズ』では薄紫のアイシャドウも）を着用する。
原作、『Crystal』シリーズ
『Crystal』シリーズでのテーマカラーはラズベリーピンクに近い臙脂色。原作第3部及び『Crystal』の決め台詞は「冥界の星！冥王星を守護にもつ時空の戦士！セーラープルート！」。時の扉の番人として登場した第2部の決め台詞は「私は時空の扉をつかさどるもの 冥界の番人セーラープルート！禁忌（タブー）を侵す者は消去します！」。劇場版『Eternal』での名乗りシーンの背景は冥王星と紅白の薔薇の花。
初代テレビアニメ
テーマカラーはラベンダーの薄紫色。初代テレビアニメ及び劇場版『Eternal』での決め台詞は「時空の星・冥王星を守護に持つ変革の戦士セーラープルート！」。初代テレビアニメではその後に「外部太陽系三戦士 新たな危険に誘われて（ウラヌス）ここに参上!!（3人）」と続く。「時を司るセーラープルート！この愛すべき地球を貴方の思い通りにはさせません」もある。精神力が高いセーラープルートは、他のセーラー戦士より年上だけあって落ち着いている。戦闘力も非常に高く、本編中では必殺技が効かなかった敵はセーラーサターンを除けば一番少ない。第75話ではセーラームーン達をちびうさの悪夢の中に送り込んだ。
備考
冥王星の英名プルートの語源になったローマ神話のプルートは、ギリシャ神話の冥府の神ハーデースと同一視される。惑星探査機もテレビアニメ放映時は冥王星はまだ未踏で、「デッド・スクリーム」は天体の姿ではなく死のイメージの力場球をぶつけている。
タリスマンのガーネット・オーブの元になったのは三種の神器の八尺瓊勾玉。冥王星の惑星記号にはプルートの「P」と「L」を図案化したマークと別に、ガーネット・ロッドにも似た形のハデスの槍を図案化したマークもある。神話のプルートに時を支配する権能はなく、作中での時の支配は時の神・クロノスの管轄であり、セーラープルートはあくまでも時の番人である。
プルートの変身前の名前「せつな」は仏教用語で「刹那」（一瞬）のことである。
248年かけて太陽の周りを一周する冥王星は、西洋占星術上では「破壊と再生の星」と呼ばれ、あらゆる物事を強制終了させてリセットし、土星が作り出した固定観念を覆す星である。冥王星も土星も厳しい試練を与えるが、努力と引き換えに成長を与える土星と異なり、冥王星は白か黒の両極端な変化を与えるとされる。また、太陽と絡むと波瀾万丈な人生を歩み、不可抗力的な障害にぶつかるが、目的に向かって道を切り開く粘り強さも持てるとされる。

### パワーアップ形態
スーパーセーラープルート（原作第3部、初代テレビアニメ『S』、劇場版『Eternal』）
原作ではスーパーセーラームーン、初代テレビアニメではスーパーセーラーサターンの力でパワーアップした姿。
腰のリボンが伸び、ハートのブローチ、肩のプロテクターと透明な肩のフリル、襟の白い線も追加された。
エターナルセーラープルート（原作第5部、劇場版『Eternal』）
原作の最終形態。エターナルセーラームーンと同時にパワーアップした。
臙脂色のリボンと黒い星型の宝石類に付け替え、エターナルセーラームーンに似た肩の透明な球体、二重スカート、腰の紐状のリボン、白いロングブーツを着用する。
プリンセス・プルート（原作第4部、劇場版『Eternal』）
新しい聖杯が誕生して変身した冥王星のプリンセスの姿。冥王星のセーラープリンセスの城「カロン・キャッスル」を持っている。
サターンと同型のシックなマーメイドドレスと長い手袋を着用。ドレスの2本組の肩紐に菱形の宝飾をつけ、スカートの切り込みにシースルーの飾り布を飾っている（『Eternal』ではマント風）。

### アイテム

#### 変身アイテム
変身リップロッド（初代テレビアニメ）
リップスティックをイメージした青いステッキ。薄紫の玉（2つの小さな玉が左右対称に繋がっている）がついている。販売された玩具やその他グッズ類での玉の色は銀色となっている。
プルート・クリスタル（原作第4部以降、劇場版『Eternal』）
スーパーセーラーサターンに授けられたセーラークリスタル。臙脂色のハートの宝石で、スーパーセーラープルートとエターナルセーラープルートの変身アイテム。

#### 装備品
時空の杖
ハートの鍵のような形の巨大な銀色の杖。時空の扉を開けたり、時空の嵐を操る魔力を持つ。「アブラ・カダブラ・ポン」の呪文で花を出す。
臙脂色の宝珠がついたハートのパーツは、時空を操るタリスマン「ガーネット・オーブ」である。
カギのチェーンベルト（原作第2部、『Crystal』、劇場版『Eternal』）
いくつもの時空の鍵を下げた腰のチェーンベルト。鍵のデザインはそれぞれ異なる。新装版の原作第3部では未着用。
時空の鍵
セーラープルートが管理する、時空の扉専用の金色の鍵。見た目はガーネット・ロッドの簡易ミニチュア版。ちびうさに預けている。
セーラープルートの時空の扉の解放とクロノスの導きを乞う呪文を唱えて天に掲げると、時空の扉に続く光の道を作る。
原作と『Crystal』によると、目的地の特定に必要なアイテム。2つ目の邪黒水晶の巨石がクリスタル・トーキョーに打ち込まれた時、20世紀の月野うさぎに危機を知らせた。

#### 魔具
「時空の珠」
防御を司る魔具。銀のハートの台座におさまった臙脂色の宝珠。ガーネット・ロッドの時空を操る力の源で、普段はガーネット・ロッドに装備しているが取り外して使用できる。どんな攻撃も防ぐ力があり、原作や『Crystal』ではバリアを発生させた。
初代テレビアニメ
宝珠の名前はクロヌスオーヴだが、取り外しての登場は「伝説の聖杯」召喚の共鳴だけで、後はガーネットロッドに装着している。変身前も使用でき、レイが見た地球崩壊の予知夢を再現したり、妖花テルルンから身を守った。ロッド先端のオーブにはタリスマンの力を含むであろう絶大的な破壊力が込められている。RとSでオーブの形が違うが、SでもR時代のデザインが使われたことがある。
『Crystal』
必殺技のほとんどはロッド状態から放たれ、原作のようにクロノス・タイフーンやガーネット・ボールの使用時にオーブを取り外すことはない。

#### その他
指輪（原作第4部、劇場版『Eternal』）
はるか・みちるとお揃いで薬指にはめた指輪。転生したほたるの養育を誓い合った約束の印。

### 変身呪文
プルート・プラネットパワー！メイクアップ！（初代テレビアニメ、原作番外編『かぐや姫の恋人』）
初代テレビアニメ
変身の光とマニキュアはラベンダーの薄紫色。「プルート・プラネットパワー！」と叫んでリップロッドの守護星マークを光らせ、マニキュアを塗った手でロッドを握って「メイクアップ！」と叫ぶ。チクタク音を響かせながら体を抱いて時計回りに回り、薄紫に光るロッドで円陣を描くと、吹き上がる光の砂嵐が全身を包む。変身完了すると流れる砂がガーネット・ロッドを生成し、唇にチェリーピンクの光のルージュをさしてポーズを決める。
プルート・クリスタルパワー！メイクアップ！（原作第4部、劇場版『Eternal』）
原作
呪文を叫んで胸の中のプルート・クリスタルを光らせる。
『Eternal』
変身の光とマニキュアはラズベリーピンクに近い臙脂色。守護星マークを額に光らせ、手を掲げて呪文を叫ぶ。基本動作はテレビアニメを踏襲し、変身完了すると冥王星と守護星マークの前でポーズを決める。

### セーラープルートの必殺技
破滅喘鳴（原作第2部、『Crystal』、劇場版『Eternal』、初代テレビアニメ『S』〜『スターズ』）
原作
時空の杖のオーブを鳴らし、オーブが発する嵐の波動で敵を打ち砕く技。
初代テレビアニメ
「冥界の風」の別名を持つが、敵を死の世界に導く技である。ガーネット・ロッドのオーブを光り鳴らして異次元の風を吹き上げ、技名を低く唱えながらロッドで風をすくうと、砂嵐を帯びた惑星型の光の玉を発射する。長い時を閉じ込めたエネルギーを敵にぶつけ、砂に変えて風化させる。『S』第113話と『セーラースターズ』第167話のみバンクシーンを省略し、青い輪が付いた紫色の光の玉を地面に転がしていく。
ゲーム
スーパーファミコン版の対戦格闘ゲームでは攻防兼備の技であり、ガーネット・ロッドの先端を相手に向け、小型の竜巻や竜巻の障壁を作る。また、技名を高く唱える。
『Crystal』
初登場時では、疾走しながら力を帯びたガーネット・ロッドを高速回転させ、擦れ違いざまに無数の衝撃波で敵を打ち据えた。第3期ではガーネット・ロッドをそっと振り下ろし、紫色の砂の柱を打ち上げて対象を消し去る技となっている。
『Eternal』
動作は初代テレビアニメをリメイクしているが、紫色の光の輪が付いた赤いエネルギーボールに変更されている。
時間よ止まれ（原作第2部、初代テレビアニメ『S』第124話、『Crystal』第2期）
時空の門番であるプルートの最大の禁忌行為。ガーネット・ロッドの先端をまばゆく光らせ、しばらく時間を止めることができるが、その代わりにプルートの命を引き換えにするリスクを負う。
3DO対戦格闘ゲームでは「時間停止（じかんていし）」という技名。ガーネット・ロッドを頭上に掲げて回転させて時間を止め、相手の動きを封じてから乱れ打ちの攻撃を加えている。
時空嵐撃（原作第3部、『Crystal』第3期、劇場版『Cosmos』）
原作
両手に捧げ持つ魔具の一つ時空の珠ですさまじい竜巻を生み出す。
ゲーム
プレイステーション版とセガサターン版の対戦格闘ゲームでは両手に握ったガーネット・ロッドを高く掲げて一瞬光らせると、ガーネット・オーブを抱えながら強い竜巻を放つ攻撃。スーパーファミコン版の対戦格闘ゲームとほぼ同じアクションである。『ANOTHER STORY』ではガーネット・オーブを抱えて一回転させ、横向きの竜巻を飛ばす攻撃。
『Crystal』
ガーネット・ロッドを高く掲げてロッドの先に冥王星のマークを回転させ、下に向けて白い砂塵を螺旋状に発射。次にガーネット・ロッドを抱えて一回転させた後、技の名前を低く唱えてロッドをかざし、強力な突風を起こして対象を消し去る。
『Cosmos』
ギャラクシアに操られた時の時空嵐撃。左手に持ったガーネット・オーブから刃状の衝撃波を連射する攻撃。
劇場版『Cosmos』前編のOPでは、右手に持ったガーネット・オーブから嵐をまとった臙脂色のビームを放つ。
時空球（原作第3部、『Crystal』）
ガーネット・オーブをかざして丸いバリアーを張る。その状態のまま移動することも可能である。
『Crystal』
ガーネット・ロッドを輝かせた後に振り下ろして丸いバリアーを張る。自身や仲間を他の場所に転送できる。
冥空封印（原作第3部、『Crystal』）
「偉大なる時空の守護神われらが父クロノスよ われに力を 裂かれた禁忌の扉を閉じよ!」と唱え、ガーネット・ロッドから光を放って「時空の扉」を出現させ、異界を繋ぐ時空の通路を閉じる。
ディスティニー・スピンスター（ゲームのみ）
ガーネット・ロッドを目の前で水平に振り回して、相手の近距離攻撃を防いだ。
トワイライト（ゲームのみ）
ガーネット・ロッドで相手を捕え、オーブ部分から光を放出して吹き飛ばす。
アクション・スピンスター（ゲームのみ）
ディスティニー・スピンスターに似た技で、ガーネット・ロッドを回してから振り上げ、接近する相手にダメージを与える。
ストリクト・スウィーブ（ゲームのみ）
ガーネット・ロッドを地面に突き、それを軸に前方に回りながら蹴りを繰り出す突進技。
ディメッション・ダンス（ゲームのみ）
前方に突進しガーネット・ロッドで乱舞する相手を打ち倒す超必殺技。

## キャスト
声優
- 川島千代子（初代テレビアニメ）
- 前田愛（Crystal）

女優
- 細木美和（バンダイミュージカル版・初代）
- 斉藤レイ（バンダイミュージカル版・2代目）
- 神矢ゆき（バンダイミュージカル版・3代目）
- 中澤聖子（バンダイミュージカル版・4代目）
- 渡部照代（バンダイミュージカル版・5代目）
- 穂坂優子（バンダイミュージカル版・6代目）
- 中江友木子（バンダイミュージカル版・7代目）
- 横井美帆（バンダイミュージカル版・8代目）
- 石井美絵子（ネルケミュージカル版・9代目）